# Peter Johann von der Pahlen
Peter Johann Christoph von der Pahlen gróf, orosz névformájában Pjotr Petrovics Palen (Пётр Петрович Пален) (Szentpétervár, 1778. augusztus 24.— 1864. május 1.) kurlandi eredetű orosz főrend, katonatiszt, szárnysegéd, cári lovassági tábornok.

## Élete

### Származása
A Pahlen grófi család kurlandi (balti német) ágából származott. Édesapja Peter Ludwig von der Pahlen (Pjotr Alekszejevics Palen, 1745–1826) gróf volt, orosz külügyminiszter, aki 1801-ben aktív részese volt az I. Pál cár elleni összeesküvésnek és gyilkosságnak. Édesanyja Juliane op dem Hamme-Schoeppingk (1750–1814) volt. Két fivére volt, Paul Karl von der Pahlen lovassági tábornok (Pavel Petrovics Palen, 1775–1834) és Friedrich von der Pahlen (Fjodor Petrovics Palen, 1780–1863)

### Katonai pályafutása
Már egész fiatalon, 12 éves korában belépett a hadseregbe, a lovasgárdába. 1792-ben őrnagy, 1793-ban alezredes.Derbent ostrománál kitüntette magát a perzsa hadjáratban 1796-ban, ekkor ezredesi rangot kapott. 1801-ben  vezérőrnagy lett a Szumi huszárezredben. Ragyogó katonai karrierje 1806-ban kezdődött.
1807. január 19-én megkapta a Szent György-rendet a Golyminnél tanúsított bátorságáért. Ekkor Pjotr Ivanovics Bagratyion herceg alatt szolgált Lengyelországban. 1812-ben Barclay de Tolly 1. nyugati hadseregének 3. lovassági hadosztályánál kapott beosztást, mint altábornagy. Bautzennél, Kulmnál  és Lipcsénél harcolt 1813-ban német földön, a franciaországi hadjáratban 1814-ben pedig Brienne-nél, Bar sur Aube-nál, Acris sur Aube-nál és Fère-Champenoise-nál.
1829-ben a 2. gyalogsági hadtest élére nevezték ki, ennek parancsnokaként harcolt az orosz–török háborúban, később 1831-ben az első gyalogsági hadtesttel a lengyel felkelők ellen. 1847-ben a cári lovasság főfelügyelőjévé nevezték ki, ezt a feladatot haláláig ellátta.

## Fordítás
- Ez a szócikk részben vagy egészben  a(z)   Пален, Пётр Петрович című orosz Wikipédia-szócikk fordításán alapul.  Az eredeti cikk szerkesztőit annak laptörténete sorolja fel. Ez a jelzés csupán a megfogalmazás eredetét és a szerzői jogokat jelzi, nem szolgál a cikkben szereplő információk forrásmegjelöléseként.